# 小林千尋
小林 千尋（こばやし ちひろ）は、日本の歯科医師・歯学者。専門は歯内療法学。電気的根管長測定器「ルートZX」、超音波振動を用いた根管形成器「ソルフィーZX」、およびニッケルチタンファイル用コードレスハンドピース「トライオートZX」（いずれも株式会社モリタ製作所より販売）の開発者として知られる。東京医科歯科大学大学院医歯学総合研究科摂食機能保存学講座歯髄生物学分野准教授を務めた。

## 経歴[1]
1975年　東京医科歯科大学歯学部卒業
1979年　東京医科歯科大学大学院修了（博士：歯学）
1979年　東京医科歯科大学歯科保存学第三講座助手
1982年　東京医科歯科大学歯科保存学第三講座講師
1983年～1985年　米国テンプル大学留学（文部省在外研究員）
1992年　東京医科歯科大学歯科保存学第三講座助教授
1992年　東京医科歯科大学大学院医歯学総合研究科摂食機能保存学講座歯髄生物学分野准教授
2013年　東京医科歯科大学大学院医歯学総合研究科摂食機能保存学講座歯髄生物学分野退職
2013年　東京医科歯科大学歯学部附属病院歯科総合診療部非常勤講師
2017年　東京医科歯科大学歯学部附属病院歯科総合診療部退職

## 著書
- 小林千尋『オートリバースハンドピースを用いた　ニッケルチタンファイル根管形成法』医歯薬出版、1999年12月5日。ISBN 978-4-263-45461-9。 NCID BA45313829。
- Martin Addy, Graham Embery, W.Michael.Edgar, Robin Orchardson 編『Tooth Wearと象牙質知覚過敏』監訳 小林賢一、小林千尋、田上順次、医歯薬出版、2003年1月20日。ISBN 978-4-263-44148-0。 NCID BA61125273。
- 小林千尋『楽しくわかるクリニカルエンドドントロジー』医歯薬出版、2003年7月5日。ISBN 978-4-263-44152-7。 NCID BA62819926。
- 小林千尋『新 楽しくわかるクリニカルエンドドントロジー』医歯薬出版、2012年3月10日。ISBN 978-4-263-44356-9。 NCID BB08673866。
- 小林千尋『根管洗浄　よりよい治癒を目指して』医歯薬出版、2012年11月10日。ISBN 978-4-263-44376-7。 NCID BB10827066。
- 小林千尋『MTAの臨床 よりよいエンドの治癒を目指して』医歯薬出版、2013年12月20日。ISBN 978-4-263-44407-8。
- 小林千尋、戸田賀世『エンド難症例への挑戦 よりよい治癒を目指して』医歯薬出版、2015年3月5日。ISBN 978-4-263-44432-0。 NCID BB18234217。
- 小林千尋、戸田賀世『CBCTがエンドを変える』医歯薬出版、2017年9月25日。ISBN 978-4-263-44498-6。

## 共著等
- 砂田今男、長田保、小林千尋 他 編「第9章 幼若永久歯の歯内治療/第14章 外科的療法」『最新歯内治療アトラス』医歯薬出版、1989年9月。ISBN 978-4-263-40566-6。 NCID BN03909686。
- 増原英一、小林千尋 他 編『先進歯科技術と新臨床　歯科医療新時代へのアプローチ』医歯薬出版、1995年9月。ISBN 978-4-263-45303-2。 NCID BA42748869。
- 須田英明、小林千尋 他 編『New エンドドンティックス』医歯薬出版〈歯界展望 別冊〉、1999年6月。 NCID BA42748869。
- 渡辺正臣、梅村長生、黒田昌彦、小林千尋 他 編『患者さんへの治療説明用 病態図・病態写真集 かかりつけ歯科医のために』医歯薬出版、2002年4月10日。ISBN 978-4-263-44136-7。 NCID BA57671713。
- 中尾勝彦、安田登、高島昭博、小林千尋 他 編「5章 歯内療法のポイント コラム エンドの最先端技術」『歯をまもる』医歯薬出版〈Skill up of Dental Practice1〉、2002年4月25日。ISBN 978-4-263-40811-7。 NCID BA57164056。
- 宮﨑隆、中嶌裕、河合達志、小田豊、小林千尋 他 編「第I編歯科医療と歯科理工学 第5章 歯の疾患と歯科材料 5 歯内療法用器具・材料」『臨床歯科理工学』医歯薬出版、2006年5月25日。ISBN 978-4-263-45596-8。 NCID BA77312826。

## 所属団体
- 日本歯科医学会
  - 日本歯科保存学会[2]
  - 日本歯内療法学会 理事[3]、関東甲信越静支部会 会長[4]
  - 日本外傷歯学会 評議員[5]
- 国際歯科研究学会[2]
- 国際歯科研究学会日本部会[2]
- 口腔病学会監事[6]
- アメリカ歯内療法学会[2]